# Лаврио
Ла̀врио (на гръцки: Λαύριο) е градче в Южна Гърция, разположено на полуостров Атика. Лаврио е център на дем Лавриотики в област Атика и според преброяването от 2011 година има 7078 жители.

## География
Лаврио се намира на 41 километра от столицата Атина, разположен на югоизточния край на полуостров Атика недалеч от крайната му точка нос Сунион. Градчето разполага с фериботно пристанище и яхтена марина.

## История
Съвременното селище се намира на мястото на древния град Торикос. Името си Лаврио взема от известните в древността Лаврийски сребърни мини, експлоатирани от праисторически времена до края на XX век.

## Комуникации

### Пътища
С Атина на 41 km по път ΕΟ89 и магистрала А6 (€2.80 магистрална такса за леки автомобили). При връзката ΕΟ89–А6 се намира международното летище Елефтериос Венизелос. По трасето има автобусна линия на ΚΤΕΛ в интервала 06:00 часа – 21:00 часа през 30 минути с времетраене на пътуването 1:30 часа.
С нос Сунион на 9 km по път ΕΟ89 и ΕΟ91 и оттам до Атина по южното крайбрежие на Атика. По трасето има автобусна линия на ΚΤΕΛ през 60 минути с времетраене на пътуването 2:30 часа.

### Ферибот
Лаврио е важно фериботно пристанище, което осъществява бърза връзка със селища и острови в Северна Гърция и Цикладите. Към юни 2022 г. са активни следните маршрути:
- маршрут Лаврио–Хиос–Агиос Евстратиос–Лимнос–Кавала на компанията SeaJets
- маршрут Лаврио–Кеа–Китнос на компаниите Goutos Lines и Karystia Lines
- маршрут Лаврио–Кеа–Китнос–Сирос–Парос–Наксос–Иос–Сикинос–Фолегандрос–Кимолос–Милос на компанията Hellenic Seaways

## Галерия
- Къщи в Лаврио
- Статуя на Батиста Серпиери в града
- Часовникова кула